# Amico Aspertini

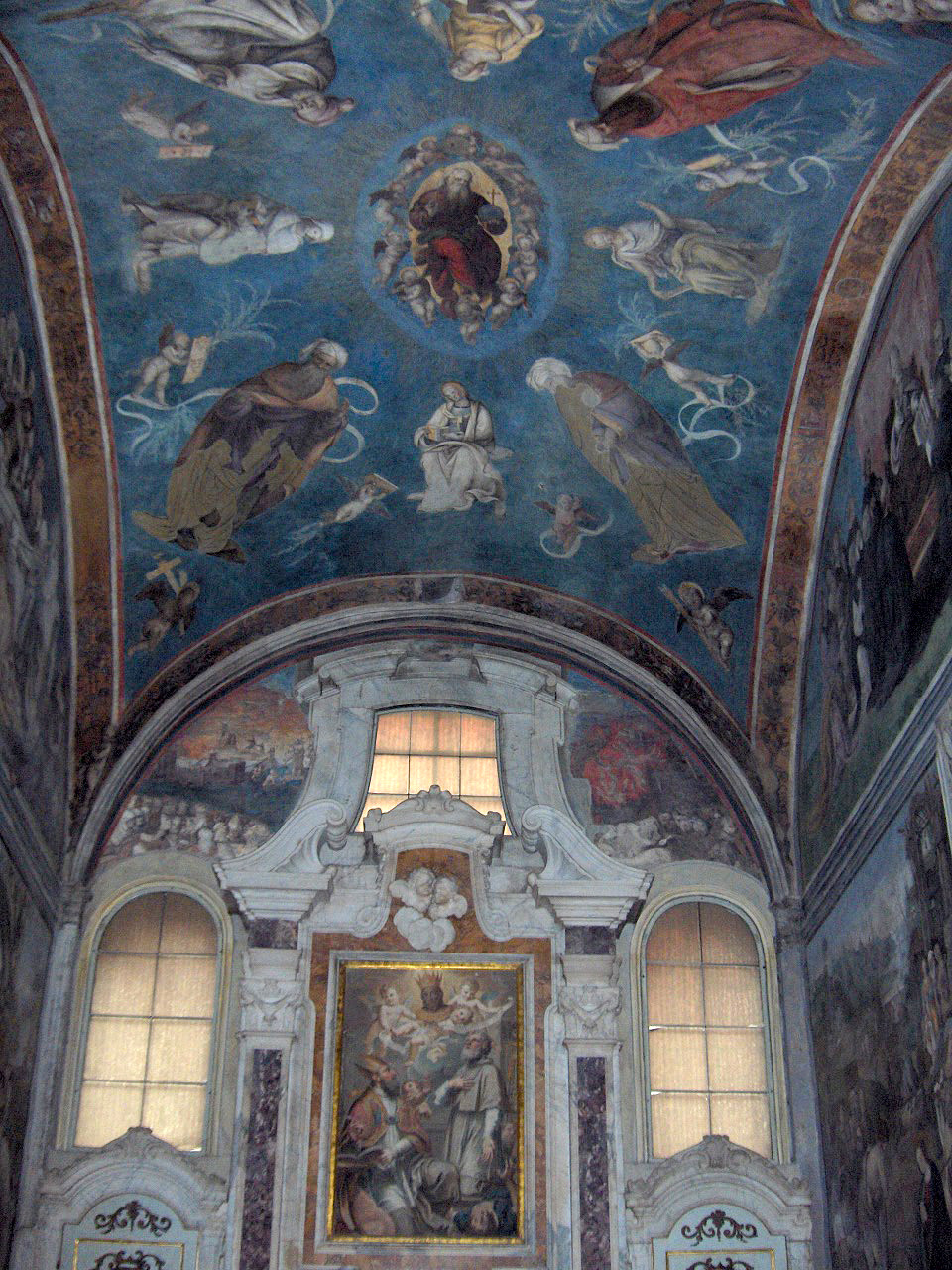
Abóbada da Capela da Cruz na Basílica di San Frediano, em Lucca, Itália.

Amico Aspertini (1474 - 1552) é um pintor italiano do Renascimento cujo estilo complexo, ecêntrico e eclético antecipou o Maneirismo. É considerado um dos principais representantes da Escola de Bolonha. Giorgio Vasari descreve Aspertini como tendo uma personalidade ecêntrica e autor de obras que denotavam alta expressão. 
Nasceu em Bolonha em uma família de pintores (Guido Aspertini e Giovanni Antonio Aspertini, seu pai) e estudou com Lorenzo Costa e Francesco Francia. Esteve em Roma entre 1500 e 1503 e retornou para a Bolonha já com a influência de Pinturicchio. Em 1504, juntou-se a Francia e Costa na pintura dos afrescos do Oratório de Santa Cecília, em San Giacomo Maggiore. De 1507 a 1509, pintou um ciclo de afrescos na Basílica de San Frediano, em Lucca. Morreu em Bolonha.
Suas obras podem ser vistas nos seguintes locais:
- Staatliche Museen, Berlim
- Galeria Uffizi
- Oratório de Santa Cecília, Bolonha
- Basílica di San Frediano, em Lucca
- Museu Cristão, Esztergom

- Adorazione dei magi, Gemäldegalerie, Berlim
- Adorazione dei pastori, 1515, Uffizi, Firenze [1]
- Affreschi, Oratorio di Santa Cecilia, Bologna
- Madonna col Bambino e Santi nella controfacciata, Storie di sant'Agostino ed episodi della vita religiosa lucchese e altri affreschi nella cappella di Sant'Agostino, Basílica de São Frediano, Lucca
- San Michele in Bosco, Bologna
- Pietà con i santi Marco, Ambrogio, Jovanni Evangelista e Antonio abate, 1519, Basílica de São Petrônio, Bolonha[2]
- Battaglia delle Amazzoni , San Giacomo Maggiore, Bologna
- Profilo dell'Eroe, 1496, Museo Cristiano, Esztergom [3]
- Cassoni: Ratto delle Sabine e Continenza di Scipione, Museo del Prado, Madrid
- Palazzo Bonafede, Monte San Giusto (MC).
- Sala di Marte, Rocca Isolani, Minerbio, (BO).